# Едді Поуп
Джордж Едвард (Еді) Поуп (англ. George Edward "Eddie" Pope; 24 грудня 1973, Ґрінсборо, Північна Кароліна) — американський футболіст, захисник. Увійшов до складу символічної збірної найкращих гравців в історії MLS.

## Кар'єра
Едді Поуп народився в Грінсборо, Північна Кароліна. Він почав свою кар'єру, виступаючи за футбольну команду Південно-Західної Середньої школи округу Гілфорт. У 1992—1995 роках Поуп виступав за команду Університету Північної Кароліни в Чапел-Гілл. У 1994 році Поуп увійшов у символічну збірну найкращих футболістів НАСС, а також став, за тією ж версією, кращим футболістом Південних регіонів США.
У 1996 році Поуп почав кар'єру в MLS, будучи обраним під другим номером драфту клубом «Ді Сі Юнайтед». У першому ж сезоні в «Ді Сі» Поуп став виступати за збірну США (дебют — 10 жовтня з Тринідадом і Тобаго; перемога США 2:0), а також за олімпійську команду, яка готувалася до Олімпіади 1996 року.
У складі клубу Поуп виграв Кубок MLS, забивши золотий гол у фінальній грі з «Лос-Анджелес Гелаксі». У 1997 році Поуп отримав титул «Захисника року» і гравця збірної року, а також увійшов у символічну збірну найкращих гравців MLS і виграв свій другий Кубок MLS. У 1998 році Поуп у складі «Ді Сі» виграв Кубок чемпіонів КОНКАКАФ і Міжамериканський кубок, перший подібний трофей, виграний клубом MLS.
У тому ж році Поуп у складі збірної США виграв срібні медалі на Золотому кубку КОНКАКАФ, у півфінальному матчі США обіграла Бразилію. У тому ж році він провів дві гри на чемпіонаті світу, де команда США програла 3 гри з трьох. Сезони 1999 та 2000 роки склалися для Поупа невдало, він отримав кілька травм і довго лікувався, однак це не завадило йому взяти участь у матчі всіх зірок MLS. У тому ж 2000 році Поуп отримав приз «Гуманітарний гравець року в MLS», ставши першим лауреатом нагороди.
У 2001 році Поупа продовжували переслідувати травми, проте він вніс важливий внесок в кваліфікацію збірної США на чемпіонат світу. В наступному році Поуп провів 5 матчів збірної на чемпіонаті світу, незважаючи на травми, через які захисник провів лише 17 матчів в MLS.
23 грудня 2003 року Поуп перейшов в «МетроСтарз», разом з Річі Вільямсом і Хайме Морено, з «МетроСтарз» в «Ді Сі» відправився Майк Петке. Поуп продовжував і в новому клубі демонструвати хорошу гру, за що його ще двічі обирали в символічну збірну найкращих гравців MLS, а у 2004 році він отримав приз «Чесної гри».
У 2005 році Поуп перейшов в «Реал Солт-Лейк». У тому ж році він увійшов у збірну найкращих гравців MLS за всю 10-річну історію турніру.
У 2006 році Поуп в третій раз грав на чемпіонаті світу, де провів дві гри і отримав червону картку в матчі з Італією, за що пропустив 3-й матч, який став для США останнім на турнірі.
3 серпня 2006 року Поуп оголосив про завершення міжнародної кар'єри, за 11 років він провів у складі збірної 82 матчі і забив 8 голів. 14 липня 2007 року Поуп оголосив про завершення футбольної кар'єри, сказавши: «Час прийшов… Ви встаєте вранці і відчуваєте біль. Перед тренуванням ви відчуває біль. І після тренування у вас ще все болить».

## Статистика
| 1992 | Норс Кароліна Тар ГІлс | НАСС | 20 | 0 |
| 1993 | Норс Кароліна Тар ГІлс | НАСС | 22 | 3 |
| 1994 | Норс Кароліна Тар ГІлс | НАСС | 20 | 7 |
| 1995 | Норс Кароліна Тар ГІлс | НАСС | 9  | 3 |
| 1996 | Ді Сі Юнайтед          | MLS  | 18 | 2 |
| 1997 | Ді Сі Юнайтед          | MLS  | 29 | 3 |
| 1998 | Ді Сі Юнайтед          | MLS  | 20 | 1 |
| 1999 | Ді Сі Юнайтед          | MLS  | 19 | 1 |
| 2000 | Ді Сі Юнайтед          | MLS  | 21 | 0 |
| 2001 | Ді Сі Юнайтед          | MLS  | 19 | 0 |
| 2002 | Ді Сі Юнайтед          | MLS  | 17 | 1 |
| 2003 | МетроСтарз             | MLS  | 20 | 0 |
| 2004 | МетроСтарз             | MLS  | 22 | 0 |
| 2005 | Реал Солт-Лейк         | MLS  | 20 | 1 |
| 2006 | Реал Солт-Лейк         | MLS  | 22 | 0 |
| 2007 | Реал Солт-Лейк         | MLS  | 27 | 1 |

## Досягнення

### Командні
Клубні
 Ді Сі Юнайтед
- Чемпіон MLS: 1996, 1997
- Володар Кубка чемпіонів КОНКАКАФ: 1998
- Володар Міжамериканського кубка: 1997

Міжнародні
 США
- Володар Золотого кубка КОНКАКАФ: 2005
- Срібний призер Золотого кубка КОНКАКАФ: 1998

### Особисті
- Член символічної збірної найкращих гравців сезону в MLS: 1997, 1998, 2003, 2004
- Захисник року в MLS: 1997
- Найкращий гравець року у збірної США з футболу: 1997
- Володар призу «Чесної гри» в MLS: 2004